# Ghiorac
Ghiorac (węg. Erdőgyarak) – wieś w Rumunii, w okręgu Bihor, w gminie Ciumeghiu. W 2011 roku liczyła 1609 mieszkańców.